# Austronia
Austronia ist eine Gattung der Hautflügler und einzige Gattung der, damit monotypischen, Familie Austroniidae.

## Merkmale
Die Wespen sind ca. 5 Millimeter lang und überwiegend schwarz gefärbt mit stark sklerotisierter, überwiegend glatter Kutikula. Der Kopf trägt fadenförmige Antennen, die beim Männchen 15, beim Weibchen 14 Glieder aufweisen. Das Pronotum des Rumpfs weist einen scharfen Kiel auf. Die Vorderflügel besitzen ein großes Flügelmal (Pterostigma) und vier geschlossene Zellen. Die Krallen der Tarsen weisen an der Basis jeweils einen rechteckig geformten lappenartigen Auswuchs auf.  Der freie Hinterleib (Metasoma oder Gaster) beginnt mit einem Stielglied (Petiolus), das beim Männchen deutlich länger ist als beim Weibchen. Der anschließende Teil ist in Seitenansicht spitzoval, in Aufsicht sehr schmal (messerförmig). Sein erstes Segment besitzt etwa dieselbe Länge wie das zweite. Der Ovipositor ist lang und in Ruhelage im Hinterleib verborgen, er ist nach oben gebogen.

## Lebensweise
Die Arten leben in feuchten Wäldern. Sie sind, wie alle verwandten Arten und Gruppen, Parasitoide. Über ihre Lebensweise, Wirte etc. ist sonst nichts bekannt.

## Verbreitung
Alle drei bekannten Arten leben im Südosten Australiens und auf der Insel Tasmanien.

## Taxonomie und Phylogenie
Weltweit sind nur drei Arten bekannt, Austronia nitida, Austronia nigricula, Austronia rubrithorax, alle im Jahr 1955 durch Edgar F. Riek erstbeschrieben.
Die Familie Austroniidae wird zu den Proctotrupoidea oder Zehrwespenartigen gerechnet. Bei der Ausgliederung zahlreicher Familien aus dieser früher viel umfangreicheren Überfamilie verblieb sie bei den Proctotrupoidea s. str., wenn auch zumindest ein Forscher sie den Diaprioidea zuordnete. Bei der morphologischen Analyse von Sharkey et al. 2012 gruppierten sie mit den Heloridae und den Vanhorniidae. Aufgrund ihrer Seltenheit wurden sie bisher in keine molekulare Analyse (aufgrund homologer DNA-Sequenzen) aufgenommen. Ihr tatsächliches Schwestergruppenverhältnis ist damit nicht endgültig geklärt.